# Náboj (soutěž)
Náboj je týmová matematická soutěž středoškoláků, kteří reprezentují své školy. Celá soutěž trvá 120 minut, během nichž se týmy snaží vyřešit co nejvíce úloh. V Náboji nejde o bezhlavou aplikaci již nabytých vědomostí, úlohy vyžadují jistou dávku invence a důvtipu.

## Organizace
Soutěže se může zúčastnit každá škola v České a Slovenské republice, Německu, Rakousku, Polsku, Maďarsku, Švýcarsku, Spojeném království, Rumunsku a Rusku. Klání probíhá zároveň v Praze (od roku 2005), Opavě (od roku 2008), Bratislavě (od roku 1998), Košicích (od roku 2012), Pasově (od roku 2014), Linci, Krakově, Budapešti (od roku 2015), Gdaňsku, Varšavě, Vratislavi, Veszprému (od roku 2016), Edinburghu (od roku 2017), Bělostoku, Konstanci (od roku 2018), Curychu, Cambridge a Novosibirsku (od roku 2019).
Na organizaci soutěže se podílejí především studenti Matematicko-fyzikální fakulty Univerzity Karlovy v Praze a studenti Fakulty matematiky, fyziky a informatiky Univerzity Komenského v Bratislavě, dále pak sdružení Strom, Matematický ústav Slezské univerzity v Opavě a Fakulta informatiky a matematiky Univerzity v Pasově.